# اگیواس اپیفانواس
اگیواس اپیفانواس (به لاتین: Agios Epifanios) یک منطقهٔ مسکونی در قبرس است که در ناحیه نیکوزیا واقع شده‌است.

## خصوصیات
اگیواس اپیفانواس ۳۳۸ نفر جمعیت دارد.